# Balkan Electrique
Balkan Electrique – polski duet wokalno-instrumentalny, grający muzykę pop wzbogaconą elementami muzyki bałkańskiej, założony w 1988 w Warszawie. Zespół tworzyli Violetta „Fiolka” Najdenowicz i Sławomir Starosta.
Znajomości „Fiolki”, pracującej najpierw w Zapraszamy do Trójki, a potem w wytwórni fonograficznej, w której zajmowała się promocją artystów, pomogły im wydać w 1991 pierwszy album studyjny, również zatytułowany Balkan Electrique. W 1994 wydali drugi album pt. Piosenki o miłości.

## Dyskografia
Albumy:
- Balkan Electrique – Arston 1991
- Sexmix (EP) – Arston 1991
- Piosenki o miłości – D’Art 1994
- Piosenki – Fonografika 2004

Single:
| Rok  | Tytuł                | Pozycja na Liście |
| Rok  | Tytuł                | LP3               |
| ---- | -------------------- | ----------------- |
| 1989 | „Hi-Jackers Party”   | 28                |
| 1989 | „Je mi podaj”        | 20                |
| 1990 | „No Longer with You” | 8                 |
| 1990 | „Kochaj nie zabijaj” | 7                 |
| 1994 | „Dwa słońca”         | 31                |